# Fernando Leal da Costa
Fernando Serra Leal da Costa (ur. 1959 w Lizbonie) – portugalski lekarz i polityk, w 2015 minister zdrowia.

## Życiorys
Ukończył studia medyczne na Uniwersytecie Lizbońskim. Specjalizował się w zakresie hematologii klinicznej i onkologii. Poza praktyką zawodową obejmował różne funkcje w administracji publicznej, wchodząc m.in. w skład organów doradczych przy ministrze zdrowia. Został także nauczycielem akademickim w Escola Nacional de Saúde Pública w ramach Universidade Nova de Lisboa.
W latach 2006–2011 był doradcą prezydenta Aníbala Cavaco Silvy do spraw zdrowia. W latach 2011–2015 pełnił funkcję sekretarza stanu i wiceministra zdrowia w pierwszym rządzie Pedra Passosa Coelho. Od października do listopada 2015 sprawował urząd ministra zdrowia w drugim gabinecie dotychczasowego premiera.